# Live! Bootleg
Live! Bootleg è il primo disco live degli Aerosmith, uscito nel 1978, il quale raccoglie delle performance live da vari concerti del gruppo.

## Tracce
1. Back in the Saddle (Joe Perry, Steven Tyler) - 4:25
2. Sweet Emotion (Tom Hamilton, Tyler) - 4:42
3. Lord of the Thighs (Tyler) - 7:18
4. Toys in the Attic (Perry, Tyler) - 3:45
5. Last Child (Tyler, Brad Whitford) - 3:14
6. Come Together (John Lennon, Paul McCartney) - 4:51
7. Walk This Way (Perry, Tyler) - 3:46
8. Sick as a Dog (Hamilton, Tyler) - 4:42
9. Dream On (Tyler) - 4:31
10. Chip Away the Stone (Supa) - 4:12
11. Sight for Sore Eyes (Douglas, Johansen, Perry) - 3:18
12. Mama Kin (Tyler) - 3:43
13. S.O.S. (Too Bad) (Tyler) - 2:46
14. I Ain't Got You (Carter) - 3:57
15. Mother Popcorn (James Brown, Alfred Ellis) - 7:00
16. The Train Kept A Rollin'/Strangers in the Night (Tiny Bradshaw, Howard Kay, Lois Mann)/(Bert Kaempfert, Charlie Singleton, Eddie Snyder) - 4:51

## Formazione
- Steven Tyler - voce, armonica
- Joe Perry - chitarra
- Tom Hamilton - basso
- Brad Whitford - chitarra
- Joey Kramer - batteria